# Villa Cordellina Lombardi
Die Villa Cordellina Lombardi liegt in Montecchio Maggiore, in der Provinz Vicenza, Italien.

## Geschichte

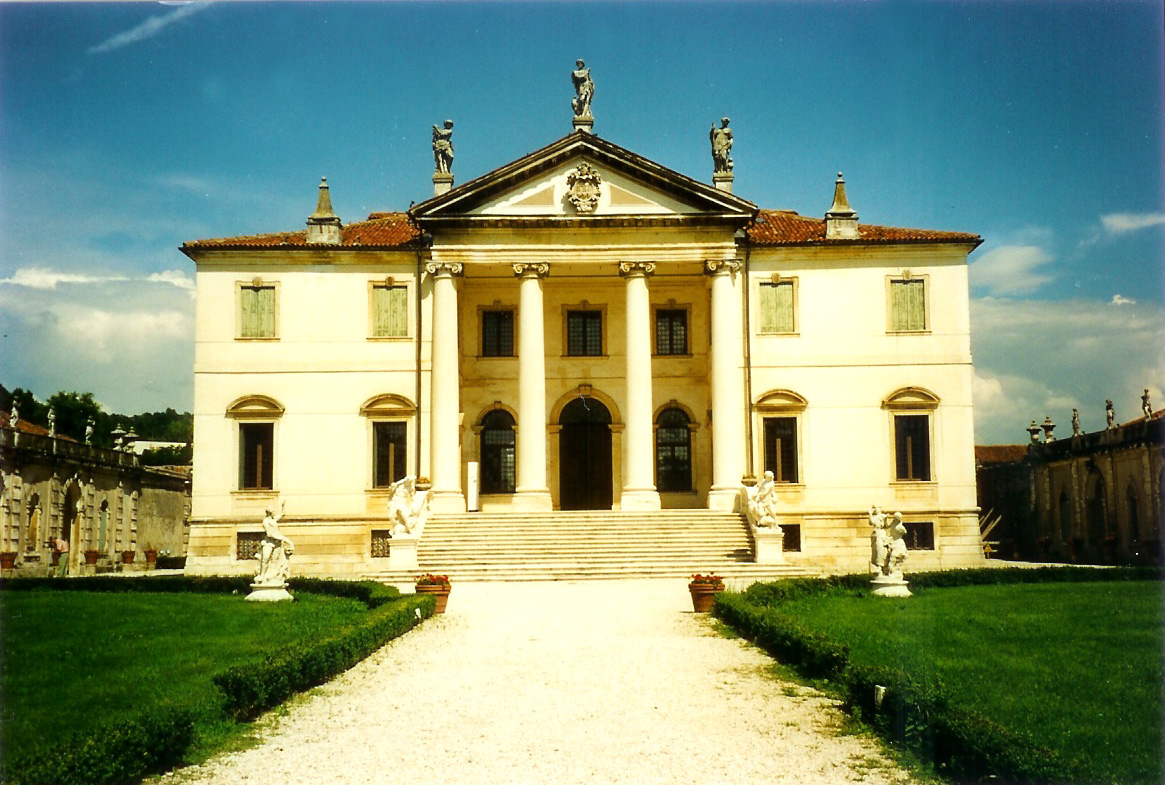
Villa Cordellina Lombardi – Gartenseite

Die Villa Cordellina Lombardi zählt zu den Hauptwerken Giorgio Massari. Er wurde von Carlo Cordellina Molin, einem berühmten Rechtsgelehrten seiner Zeit, beauftragt und schuf die Villa zwischen 1735 und 1760 in neopalladianischem Stil.
Anfang des 20. Jahrhunderts verfiel das Anwesen, das kurzzeitig auch zur Seidenraupenzucht verwendet wurde. 1943 kam die Villa in den Besitz des Grafen Gaetano Marzotto und wurde 1955 von Dr. Lombardi aus Mailand erworben und renoviert. Heute steht sie unter der Verwaltung der Amministrazione Provinciale di Vicenza, welche den Auftrag zur Restaurierung der wertvollen Tiepolofresken gab.

## Die Villa
Die freistehende Villa besitzt an der Vorder- und Rückseite zwei gleiche Fassaden, die von einem viersäuligen Portikus, der über beide Stockwerke reicht, dominiert werden. Die beiden wesentlich flacheren, rustizierten Nebengebäude, das Gästehaus (foresteria) und die Stallungen (scuderia) besitzen am Dach Balustraden mit Steinvasen und umschließen harmonisch das zentrale Herrenhaus.
Die gleiche Breite wie der Portikus des Hauptgebäudes nimmt im Inneren der große Saal ein. Dieser wurde von Giambattista Tiepolo im Jahre 1743 mit Fresken ausgemalt. Das Deckengemälde im Salon zeigt Den Triumph der Klugheit über die Unwissenheit. An der rechten Wand das Gemälde Alexander der Große empfängt den besiegten Darius und seine Familie. Die gegenüberliegende Wand schmückt das Gemälde Der Edelmut des Scipio.

## Der Garten
Die Beete des italienischen Gartens sind mit geschnittenen Buchsrabatten eingefasst. Zahlreiche Skulpturen und Steinvasen von Antonio und Francesco Bonazza schmücken den Garten.

## Medien

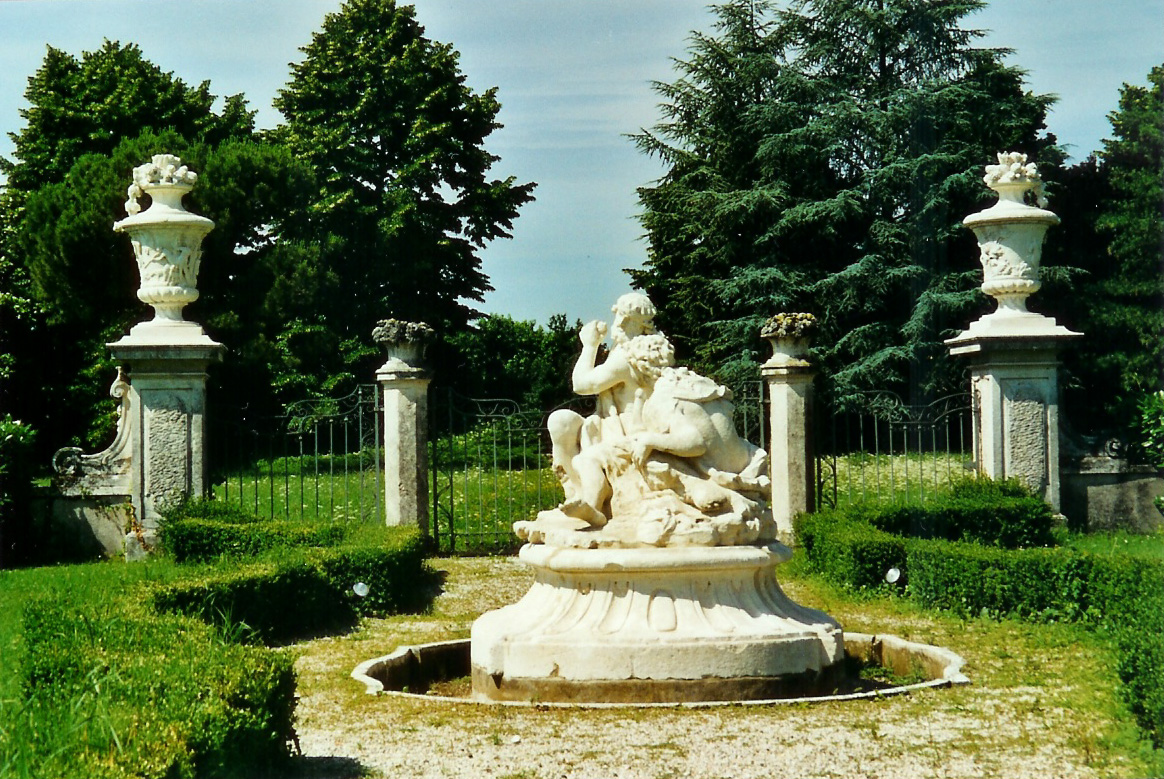
Gartentor und Brunnenskulptur
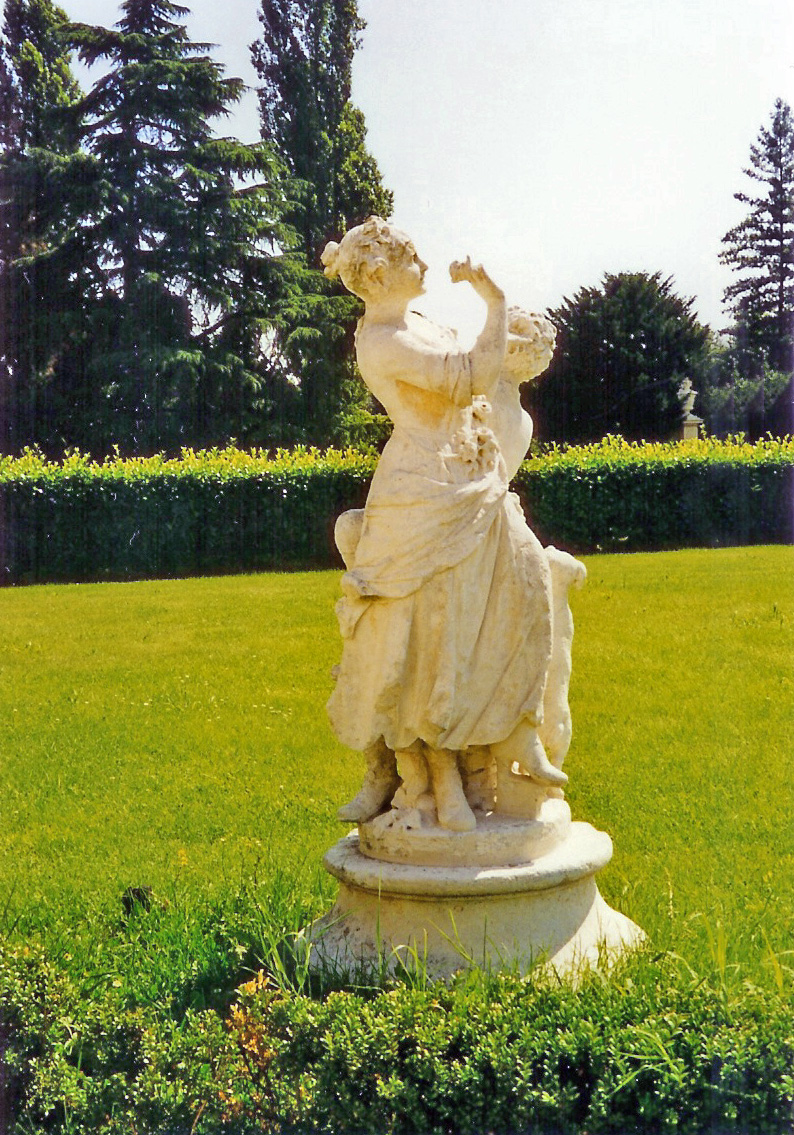
Skulptur von Bonazza
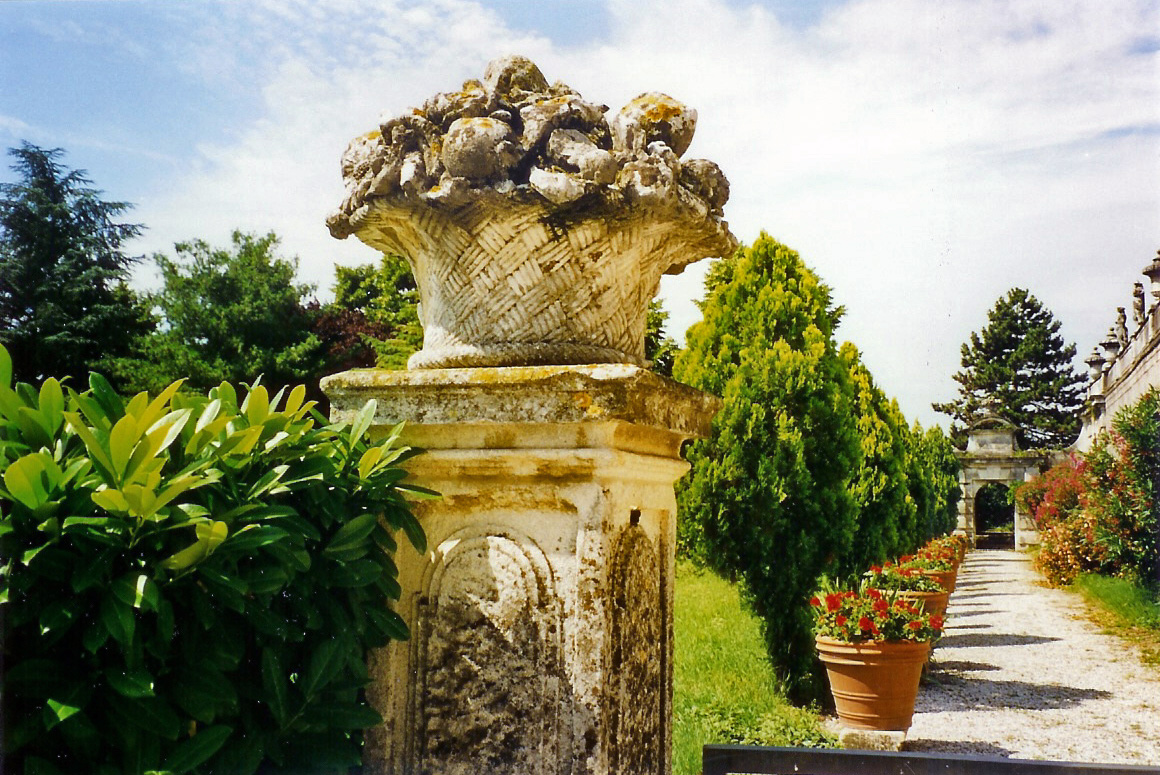
Steindekor-Früchtekorb
- Spaziergang durch den Garten